# Iberia Parish
Das Iberia Parish (frz.: Paroisse de l'Ibérie) ist ein Parish im Bundesstaat Louisiana der Vereinigten Staaten. Bei der Volkszählung im Jahr 2020 hatte das Parish 69.929 Einwohner und eine Bevölkerungsdichte von 47 Einwohnern pro Quadratkilometer. Der Verwaltungssitz (Parish Seat) ist New Iberia.

## Geographie
Das Parish liegt im Süden von Louisiana, grenzt an den Golf von Mexiko und hat eine Fläche von 2670 Quadratkilometern, wovon 1180 Quadratkilometer Wasserfläche sind. Es grenzt an folgende Parishes:
| Lafayette Parish | St. Martin Parish | Iberville Parish  |
| Vermilion Parish |                   | Assumption Parish |
|                  |                   | St. Mary Parish   |

## Geschichte
Iberia Parish wurde am 30. Oktober 1868 aus Teilen des St. Martin Parish und des St. Mary Parish gebildet. Benannt wurde es nach dem Herkunftsland der damals meisten Siedler, der Iberischen Halbinsel.
Ein Herrenhaus des Parish hat aufgrund seiner geschichtlichen Bedeutung den Status einer National Historic Landmark, Shadows-on-the-Teche. Insgesamt sind 31 Bauwerke und Stätten des Parish im National Register of Historic Places eingetragen (Stand 4. November 2017).

## Demografische Daten

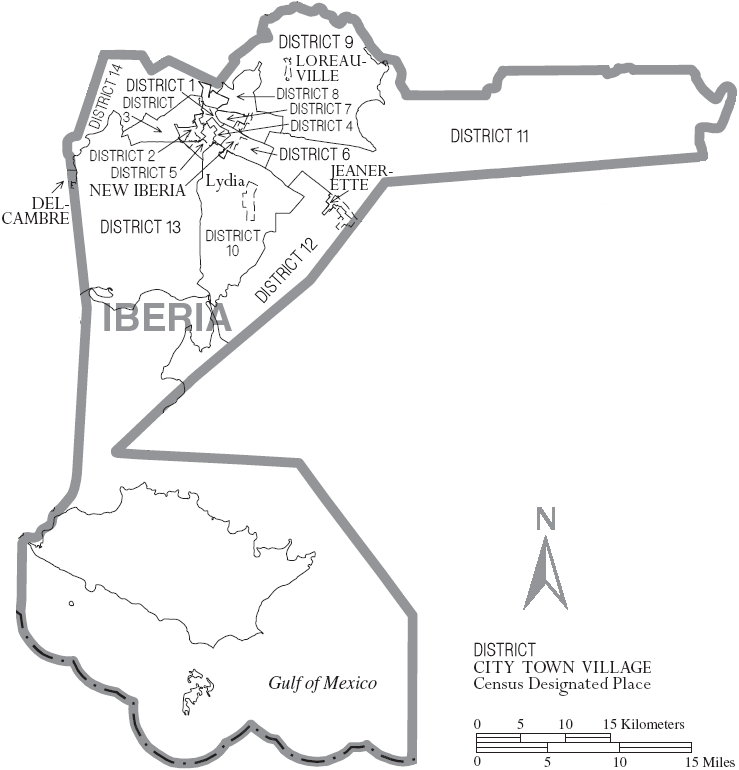
Karte des Iberia Parishes

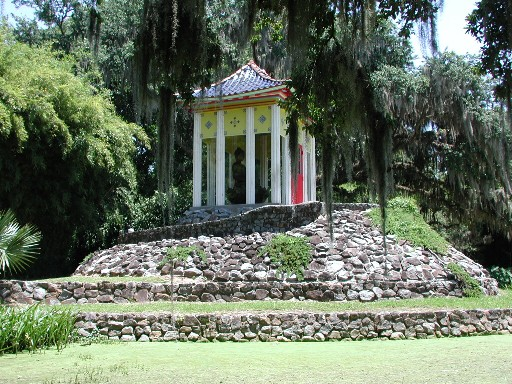
Buddhatempel im Chinese Garden auf Avery Island

Nach der Volkszählung im Jahr 2000 lebten im Iberia Parish 73.266 Menschen in 25.381 Haushalten und 19.162 Familien. Die Bevölkerungsdichte betrug 49 Einwohner pro Quadratkilometer. Ethnisch betrachtet setzte sich die Bevölkerung zusammen aus 65,08 Prozent Weißen, 30,81 Prozent Afroamerikanern, 0,31 Prozent amerikanischen Ureinwohnern, 1,93 Prozent Asiaten, 0,02 Prozent Bewohnern aus dem pazifischen Inselraum und 0,60 Prozent aus anderen ethnischen Gruppen; 1,25 Prozent stammten von zwei oder mehr Ethnien ab. 1,50 Prozent der Bevölkerung waren spanischer oder lateinamerikanischer Abstammung, die verschiedenen der genannten Gruppen angehörten.
Von den 25.381 Haushalten hatten 39,5 Prozent Kinder und Jugendliche unter 18 Jahre, die bei ihnen lebten. 53,2 Prozent waren verheiratete, zusammenlebende Paare, 17,2 Prozent waren allein erziehende Mütter, 24,5 Prozent waren keine Familien, 21,1 Prozent waren Singlehaushalte und in 8,7 Prozent lebten Menschen im Alter von 65 Jahren oder darüber. Die Durchschnittshaushaltsgröße betrug 2,82 und die durchschnittliche Familiengröße lag bei 3,28 Personen.
Auf das gesamte Parish bezogen setzte sich die Bevölkerung zusammen aus 30,0 Prozent Einwohnern unter 18 Jahren, 9,6 Prozent zwischen 18 und 24 Jahren, 28,4 Prozent zwischen 25 und 44 Jahren, 20,6 Prozent zwischen 45 und 64 Jahren und 11,4 Prozent waren 65 Jahre alt oder darüber. Das Durchschnittsalter betrug 33 Jahre. Auf 100 weibliche kamen statistisch 92,8 männliche Personen. Auf 100 Frauen im Alter von 18 Jahren oder darüber kamen 89,8 Männer.
Das jährliche Durchschnittseinkommen eines Haushalts betrug 31.204 USD, das Durchschnittseinkommen der Familien betrug 36.017 USD. Männer hatten ein Durchschnittseinkommen von 32.399 USD, Frauen 18.174 USD. Das Prokopfeinkommen betrug 14.145 USD. 20,2 Prozent der Familien 23,6 Prozent der Bevölkerung lebten unterhalb der Armutsgrenze. Davon waren 31,5 Prozent Kinder oder Jugendliche unter 18 Jahre und 20,2 Prozent waren Menschen über 65 Jahre.

## Orte im Parish
- Avery Island
- Belle Place
- Berard
- Bob Acres
- Boudreaux
- Brannon
- Bronson
- Brousville
- Burke
- Caroline
- Charlotte
- Coteau
- Daspit
- Davids
- Delaware
- Delcambre1
- Dennison
- Derouen
- Deslatte
- Duboin
- Emma
- Gajan
- Gall
- Greig
- Hope
- Hubertville
- Independent
- Jeanerette
- Jefferson Island
- Lasalle
- Leleux
- Lifenite
- Little Valley Plantation
- Loisel
- Loreauville
- Lozes
- Ludger
- Lydia
- Lyons
- Marcé
- Masters
- Mestayer
- Migues
- Morbihan
- New Iberia
- Nicholas
- Norbert
- Numa
- Olivier
- Oubre
- Patoutville
- Pesson
- Port of Iberia
- Poufette
- Rynella
- Sandager
- Santiague
- Segura
- Sumerall
- Tony
- Ulyssee
- Vida
- Walet
- Weeks

1 – teilweise im Vermilion Parish